# Grabhügel Stühren
Der Grabhügel Stühren befindet sich bei Stühren, einem Ortsteil der Stadt Bassum im Landkreis Diepholz im Naturpark Wildeshauser Geest. Der vorgeschichtliche Grabhügel hat einen Durchmesser von über 20 Meter und ist zwei Meter hoch. Der Hügel ist Teil eines vorgeschichtlichen Grabhügelfeldes mit ursprünglich 46 Gräbern, von denen sich 17 Grabhügel erhalten haben. Sie werden auch als Gräberfeld Sieben Berge bezeichnet. Genutzt wurde das Grabhügelfeld über 2000 Jahre von der späten Jungsteinzeit bis in die frühe Eisenzeit.
In den 1970er Jahren erfolgten archäologische Untersuchungen an den Grabhügeln. Gefunden wurden jungsteinzeitliche Körperbestattungen und bronzezeitliche Nachbestattungen im Baumsarg. Die Fundstücke sind im Kreismuseum Syke ausgestellt. Im Jahr 2024 wurden sie als Sonderausstellung im Forum Gesseler Goldhort gezeigt.
Lange umstritten war der Sandabbau im Bereich des Grabhügelfeldes. Ab Mitte der 2020er Jahre wird ein Großteil des Gräberfeldes durch Sandabbau zerstört. 